# Groß Naundorf
Groß Naundorf è una frazione della città tedesca di Annaburg.